# Славянская гимназия
Славя́нская гимна́зия (Государственное учреждение образования города Бобруйска) — одно из старейших учебных заведений города Бобруйска.

## Из истории

### Здание
Бобруйская женская Алексеевская гимназия открыта 1 июля 1906 г. как 7-классная, в 1907—1908 учебном году введён 8-й педагогический и подготовительный классы. В 1908—1909 учебном году в гимназии было 393 ученицы. Преподавались Закон Божий, русский язык (немецкий, французский, латинский языки необязательные), математика, физика, природоведение, география, чистописание, рисование, рукоделие. Оборудованы кабинет физики и природоведения.
Архитектурное сложение здания было представлено в документе от 15 сентября 1910 года:

Бобруйская АЛЕКСЕЕВСКАЯ женская гимназия помещается в каменном 2-этажном доме с мезонином (одна комната 85 кв. арш. и прихожая). Над мезонином устроена башня, деревянная, лёгкой постройки, пирамидальной формы, очевидно, служившая прежде пожарной каланчой.
Дом представляет собой 2-этажное кирпичное здание, окрашенное в несколько цветов. Фасад раскрепован между этажными поясами, декорирован лопатками с нишами, разнообразным обрамлением окон, подоконными нишами, зубчиками, рустованными обрамлением одного* и"з входов. Все окна на фасаде имеют лучковые перемычки. Площадь застройки — 560 м кв., строительный объём — 5700 м куб.
Дом приобретён городским управлением за 52 323 руб. На дом имеются 2 закладные, одна Виленскому банку, на сумму 24 300 руб.,другая дворянину Келчевскому на сумму 20 000 руб. В настоящее время по первой закладной остаётся долга 21 018 руб. и по второй — 12 000 руб.. После открытия в начале октября 1906 г. занятий в гимназии в здании сейчас же обнаружились многочисленные дефекты, без устранения которых едва ли возможны были бы и сами занятия. Можно сказать, что в течение 4 лет производился постоянный и при том неизбежный ремонт.
Главный Архитектор г. Бобруйска
Дайзельс Я. П.

Здание школы находилось в квадрате пересечения 4 улиц. Гимназию окружали одноэтажные каменные застройки. Угловые здания были Г-образные в плане, остальные здания, как правило, были прямоугольные. Главным фасадом здания выходили на улицу, они не имели покраски, некоторые оштукатурены только со стороны главного фасада. Ярким примером одноэтажного здания, окружавшего гимназию, был доходный дом на пересечении улиц Романовской и Буйной, где находились различные конторы. На углу улиц Романовской и Николаевской находилось 2-этажное здание с магазинами на первом этаже и жилыми помещениями на втором.

### Происхождение названия
Гимназию решили назвать Алексеевской в честь Цесаревича Алексея Николаевича, сына Николая II. Согласно историям старожилов, появляется вторая версия появления данного названия: в день открытия гимназии двое рабочих несли огромный портрет Николая II. Внезапно один из рабочих поскользнулся, упал, портрет разорвался. Тогда местные власти вынудили директора наименовать гимназию Алексеевской, во искупление вины перед государем.

### Педагогический состав
Что же касается наличного состава Бобруйской женской Алексеевской гимназии, то к 14 августа 1906 г. он состоял из следующих лиц:
- управляющий гимназией;
- главная надзирательница;
- 2 законоучители православного вероисповедания;
- учитель закона еврейской веры;
- учительница русского языка и географии;
- учительница немецкого языка;
- учительница рукоделия;
- учительница русского языка и истории;
- учительница французского языка;
- 7 классных надзирательниц;
- заведующий письмоводительством.

За учение в гимназии с учениц взималась довольно значительная плата — 60 руб.. С 20 июля 1906 г. она возросла до 65 руб. в год, кроме того, за обучение закону еврейской[прояснить] веры взималась дополнительная плата в размере 4 руб. с каждой воспитанницы.

## Учебные заведения, располагавшиеся в этом здании
В здании нынешней Славянской гимназии было довольно много учебных заведений. Так, например, свою историю школа ведёт с женской Алексеевской гимназии. В 1921 г. в здании Славянской гимназии была открыта первая советская школа II ступени имени Янки Купалы. Заведующим школой стал Родман К. Ф.
С 1930 г. до начала Великой Отечественной войны в здании школы: размещался рабфак. С 1945 г. по 1949 г. — педучилище. В 1949 г. был основан учительский институт. Через 6 лет — вновь педучилище, а в 1957—1958 учебном году — средняя школа № 5. В 1968 г. к школе было пристроено новое здание. Через год на базе школы был основан музей им. Ленина, а в 1984 г. — зал Боевой и Трудовой Славы.
В 199З г. школа № 5 приняла новое название — Славянская гимназия. В 2009 переименована в гимназию № 3.

## Славянская Гимназия
Сегодня в здании бывшей женской Алексеевской гимназии находится Славянская гимназия. Славянская гимназия г. Бобруйска была создана решением исполнительного комитета Бобруйского городского Совета депутатов от 20.04.1993 г. за № 51-20 на базе средней школы № 5 с углубленным изучением русского языка.
Структура гимназии включает в себя 3 ступени:
- 1-я — подготовительная — 4-е классы
- 2-я — 5-9 классы
- 3-я — 10-11 классы

Существует сеть кружков, факультативов и курсов по выбору.
В гимназии трудится коллектив педагогов, в котором удачно сочетаются опыт, талант и молодой задор. Около 35 % педагогов имеют высшую и первую категорию. Средний возраст учителей — 38 лет.
Преподавательский коллектив, поддерживая и развивая лучшие традиции прошлых лет, активно использует инновационные технологии, отвечающие духу времени и способствующие наиболее полному раскрытию индивидуального потенциала гимназистов. Всё это сказывается на уровне знаний учащихся.
Результаты учебной деятельности представлены в нижеприведённых таблицах:
| Учебн. год | Всего уч-ся | ВУЗы | ССУЗы | др. уч. зав. |
| ---------- | ----------- | ---- | ----- | ------------ |
| 1997—1998  | 20          | 15   | 1     | 4            |
| 1998—1999  | 25          | 24   | 1     | -            |